# Liste der Kulturdenkmale in Graditz
In der Liste der Kulturdenkmale in Graditz sind die Kulturdenkmale des Torgauer Ortsteils Graditz verzeichnet, die bis August 2020 vom Landesamt für Denkmalpflege Sachsen erfasst wurden (ohne archäologische Kulturdenkmale). Die Anmerkungen sind zu beachten.
Diese Aufzählung ist eine Teilmenge der Liste der Kulturdenkmale in Torgau.

## Graditz
| Bild                                    | Bezeichnung | Lage | Datierung | Beschreibung | ID       |
| --------------------------------------- | --- | --- | --- | --- | -------- |
| Direkt Bild zu diesem Denkmal hochladen | Schloss, Rittergut und Park Pülswerda (Sachgesamtheit) | (Flur 2, Flurstücke 36 und 47) (Karte) | 18. Jahrhundert | Sachgesamtheitsbestandteil Schloss, Rittergut und Park Pülswerda mit folgenden Einzeldenkmalen: Baumreihe und Solitärbaum, siehe Einzeldenkmal 09306894, sowie Sachgesamtheit 09306896 der Gemeinde Arzberg, Ortsteil Pülswerda | 09306895 |
| Direkt Bild zu diesem Denkmal hochladen | Baumreihe und Solitärbaum (Einzeldenkmale zu ID-Nr. 09306895) | (Flur 2, Flurstücke 36 und 47) (Karte) | 18. Jahrhundert | Einzeldenkmale der Sachgesamtheit Schloss, Rittergut und Park Pülswerda | 09306894 |
| Weitere Bilder                          | Denkmal für den Landstallmeister Thielau, bestehend aus Postament, Inschrifttafel und gotisierendem hohen Kreuz | Gestütsstraße (Karte) | 1862 | Bedeutsame Erinnerungsstätte der Geschichte des Gestüts Graditz, ortsgeschichtlich von Bedeutung | 09286596 |
| Weitere Bilder                          | Hauptgestüt Graditz (Sachgesamtheit), ehemals Königlich-Preußisches Hauptgestüt | Gestütsstraße 17, 18, 19, 20, 21, 22, 25, 26, 27, 28, 33, 34, 35, 36, 37, 38, 39, 40, 41, 42, 43, 44, 45, 46, 47, 48, 49, 50, 53, 54, 55, 56, 59, 61, 62, 63, 64, 65, 65 (gegenüber), 66, 67, 68 (Karte) | 18./19. Jahrhundert (Gestüt); 1725 (Alleenplanung); 19. Jahrhundert (Parkanlage und Friedhof) | Sachgesamtheit Hauptgestüt Graditz, mit folgenden Einzeldenkmalen: sieben Mehrfamilienhäuser, zwei Doppelwohnhäuser, zwei Einfamilienhäuser, dazu acht Nebengebäude (zwei Hintergebäude, sechs Ställe), mit einer Schmiedewerkstatt und einem Gasthaus mit zwei Hintergebäuden der Gestütsarbeitersiedlung (siehe 09286584), Reitburschenhaus mit angebautem Stall, Hengststall (bezeichnet mit 1892), Reithalle (bezeichnet mit 1887), Rennstall (bezeichnet mit 1879) sowie einem Verbindungsbau (wohl Sattlerei) zwischen Reithalle und Rennstall (siehe 09286583), des Weiteren Schloss, zwei Stalltrakte über L-förmigem Grundriss (fünf Stallgebäude, 18. Jahrhundert und bezeichnet mit 1898), Torhaus mit Wagenschuppen, Hafervorratsboden und Uhrturm (bezeichnet mit 1800), Waage, Pferdestandbild, Teepavillon, Sommerstall (bezeichnet mit 1845) mit Wasserstandsanzeigen von 1850, 1862 und 1890 und acht weitere Gestütsbauten auf der Koppel (siehe 09286582), außerdem Gestütsbauten wie Dorfstraße 61/62/63 (alles Sachgesamtheitsteile) sowie strahlenförmig angelegte Alleen als Reste eines übergeordneten barocken Alleensystems, Grünflächen wie Pferde- und Weidekoppeln, den Parkanlagen und dem Friedhof (Gartendenkmal); einzigartige barocke Gestütsanlage aus der Zeit Augusts des Starken, landesgeschichtliche, baugeschichtliche und gartenkünstlerische wie auch landschaftsgestalterische und wissenschaftliche (Pferdezuchtgeschichte) Bedeutung. 1725 Planung eines Alleensystems, das die fünf Gestüte Repitz, Graditz, Kreischau, Döhlen, Neubleesern und das Rittergut Mahla miteinander verbindet und in Sichtbeziehung zum Schloss Hartenfels in Torgau setzen sollte, davon ausgeführt drei vom Schloss ausgehend in nördliche Richtung nach Kreischau, in nordwestliche Richtung zur Marienkirche Torgau und in südwestliche Richtung führende Linden-Alleen (gegenständig, Sommer-Linde, Tilia cordata, mit Schnittstellen, „Torgauer Allee“ 728 m lang, Seiten-Alleen ca. 400 m lang, Baumabstand innerhalb der Reihe ca. 7 m), siehe auch Gestüt Repitz in Torgau (Repitz 1) und Triebweg Neubleesern in Großtreben-Zwethau. | 09286579 |
| Weitere Bilder                          | Sieben Mehrfamilienhäuser, zwei Doppelwohnhäuser, zwei Einfamilienhäuser, dazu acht Nebengebäude (zwei Hintergebäude, sechs Ställe), eine Schmiedewerkstatt und ein Gasthaus mit zwei Hintergebäuden der Gestütsarbeitersiedlung (Einzeldenkmale zu ID-Nr. 09286579) | Gestütsstraße 17, 18, 19, 20, 21, 22, 25, 26, 27, 28, 33, 34, 35, 36, 37, 38, 39, 40, 41, 42, 43, 44, 45, 46, 47, 48, 49, 50, 59, 64, 65, 66, 67, 68 (Karte)                                             | 1850–1911 (Siedlungsteil); 1850–1884 (Mehrfamilienwohnhaus); bezeichnet mit 1874 (Doppelwohnhaus); um 1880 (Einfamilienwohnhaus); bezeichnet mit 1884 (Doppelwohnhaus)                              | Einzeldenkmale der Sachgesamtheit Hauptgestüt Graditz; ortsgeschichtlich und sozialgeschichtlich von Bedeutung. Die Gebäude sind alle eingeschossig und bestehen aus Klinkermauerwerk. - Nummer 17–20: Mehrfamilienwohnhaus (um 1875) - Nummer 21: Gasthaus mit zwei Hintergebäuden (1874) - Nummer 22, 25: Doppelwohnhaus mit Hintergebäude und Stall (bezeichnet mit 1874) - Nummer 26, 27, 28: Mehrfamilienwohnhaus mit Hintergebäude und Stall (bezeichnet mit 1874) - Nummer 33, 34, 35, 36, 37: Mehrfamilienwohnhaus mit Stall (bezeichnet mit 1850) - Nummer 38, 39, 44, 45, 46: Mehrfamilienwohnhaus mit Stall (bezeichnet mit 1875) - Nummer 40, 41, 42, 43: Mehrfamilienwohnhaus mit Stall (bezeichnet mit 1876) - Nummer 47, 48, 49, 50: Mehrfamilienwohnhaus mit Stall (bezeichnet mit 1876 am Giebel und 1887) - Nummer 59: Einfamilienwohnhaus als eingeschossiger Bau mit Krüppelwalmdach, Mitte durch Zwerchhaus und gestalteten Eingang hervorgehoben, charakteristischer Jugendstilputz mit gliedernder Bänderung (bezeichnet mit 1911) - Nummer 64: Einfamilienwohnhaus mit Schmiede (um 1883) - Nummer 65, 66, 67: Mehrfamilien Wohnhaus (bezeichnet mit 1871/1872) - Nummer 68: Doppelwohnhaus (bezeichnet mit 1884) | 09286584 |
| Weitere Bilder                          | Reitburschenhaus mit angebautem Stall, Hengststall (bezeichnet mit 1892), Reithalle (bezeichnet mit 1887), Rennstall (bezeichnet mit 1879) sowie Verbindungsbau (wohl Sattlerei) zwischen Reithalle und Rennstall (Einzeldenkmale zu ID-Nr. 09286579) | Gestütsstraße 53, 65 (gegenüber) (Karte) | 1879 (Rennstall); um 1880 (Reitburschenhaus und Nebengebäude); 1887 (Reithalle); bezeichnet mit 1892 (Hengststall)                                                                                  | Einzeldenkmale der Sachgesamtheit Hauptgestüt Graditz; baugeschichtlich und ortsgeschichtlich von Bedeutung | 09286583 |
| Weitere Bilder                          | Schloss, zwei Stalltrakte über L-förmigem Grundriss (fünf Stallgebäude, 18. Jahrhundert und bezeichnet mit 1898), Torhaus mit Wagenschuppen, Hafervorratsboden und Uhrturm (bezeichnet mit 1800), Waage, Pferdestandbild und barocker Teepavillon sowie Sommerstall (bezeichnet mit 1845) mit Wasserstandsanzeigen 1850, 1862 und 1890 und acht weitere Gestütsbauten auf der Koppel (Einzeldenkmale zu ID-Nr. 09286579) | Gestütsstraße 54, 55, 56 (Karte) | 1722–1723 (Schloss); um 1725 (nördlicher Trakt, Datierung 18. Jahrhundert, nur teilweise); um 1800 (Viehwaage); bezeichnet mit 1845 (Sommerstall auf Koppel); bezeichnet mit 1898 (südlicher Trakt) | Einzeldenkmale der Sachgesamtheit Hauptgestüt Graditz; baugeschichtlich, künstlerisch, ortsgeschichtlich und wirtschaftsgeschichtlich von Bedeutung | 09286582 |
| Weitere Bilder                          | Schafstall der ehemaligen Schäferei | Neusorge (Karte) | 18. Jahrhundert | Ehemals Dreiseithof, Scheune und Wohnhaus abgerissen, Zeugnis der Wirtschaftsweise vergangener Zeiten mit bemerkenswerter Dachstuhl-Konstruktion, wirtschaftsgeschichtlich und sozialgeschichtlich von Bedeutung. Das Gehöft war seit dem 19. Jahrhundert Vorwerk von Kreischau sowie Schäferei und Altgedinge. - Schafstall: eingeschossig, massiv, Bruchstein, verputzt, Giebel massiv, im Erdgeschoss flache Decke zum Teil Holzbalkendecke, Rechteckfenster mit Fensterfaschen, zum Teil Eisensprossen, zweigeschossiger originaler Dachstuhl, im Erdgeschoss zum Teil Holzstützen mit Kopfstreben, steiles Satteldach, rote Biberschwanzdeckung, Ladeluke mit Schleppdach, weiter Dachüberstand, Traufbrett - giebelseitig angebautes niedriges eingeschossiges Wohnhaus: Satteldach, gelbe Biberschwanzdeckung (Kronendeckung), Wohnhaus und Scheune bereits abgebrochen (nach 1993), Wohnhaus war zweigeschossig, massiv, verputzt, Natursteingewände, Krüppelwalmdach, Biberschwanzdeckung, Segmentpogenportal mit Schlussstein, Scheune war eingeschossig, Ziegelstein, traufseitig großes Holztor, Satteldach, Biberschwanzdeckung | 09289063 |

## Tabellenlegende
- Bild: Bild des Kulturdenkmals, ggf. zusätzlich mit einem Link zu weiteren Fotos des Kulturdenkmals im Medienarchiv Wikimedia Commons. Wenn man auf das Kamerasymbol klickt, können Fotos zu Kulturdenkmalen aus dieser Liste hochgeladen werden:
- Bezeichnung: Denkmalgeschützte Objekte und ggf. Bauwerksname des Kulturdenkmals
- Lage: Straßenname und Hausnummer oder Flurstücknummer des Kulturdenkmals. Die Grundsortierung der Liste erfolgt nach dieser Adresse. Der Link (Karte) führt zu verschiedenen Kartendiensten mit der Position des Kulturdenkmals. Fehlt dieser Link, wurden die Koordinaten noch nicht eingetragen. Sind diese bekannt, können sie über ein Tool mit einer Kartenansicht einfach nachgetragen werden. In dieser Kartenansicht sind Kulturdenkmale ohne Koordinaten mit einem roten bzw. orangen Marker dargestellt und können durch Verschieben auf die richtige Position in der Karte mit Koordinaten versehen werden. Kulturdenkmale ohne Bild sind an einem blauen bzw. roten Marker erkennbar.
- Datierung: Baubeginn, Fertigstellung, Datum der Erstnennung oder grobe zeitliche Einordnung entsprechend des Eintrags in der sächsischen Denkmaldatenbank
- Beschreibung: Kurzcharakteristik des Kulturdenkmals entsprechend des Eintrags in der sächsischen Denkmaldatenbank, ggf. ergänzt durch die dort nur selten veröffentlichten Erfassungstexte oder zusätzliche Informationen
- ID: Vom Landesamt für Denkmalpflege Sachsen vergebene, das Kulturdenkmal eindeutig identifizierende Objekt-Nummer. Der Link führt zum PDF-Denkmaldokument des Landesamtes für Denkmalpflege Sachsen. Bei ehemaligen Kulturdenkmalen können die Objektnummern unbekannt sein und deshalb fehlen bzw. die Links von aus der Datenbank entfernten Objektnummern ins Leere führen. Ein ggf. vorhandenes Icon  führt zu den Angaben des Kulturdenkmals bei Wikidata.

## Ausführliche Denkmaltexte
1. ↑  Hauptgestüt Graditz:Die um 1686 vom sächsischen Kurfürsten Johann Georg III. angelegte „Stuttery“ hatte die Aufgabe, Pferde für den höfischen Betrieb, darunter Kutsch- und Postpferde, heranzuziehen. Unter Georgs Sohn, Friedrich August I., König von Polen und Kurfürst von Sachsen, erhielt die Anlage 1722–23 im Wesentlichen ihre heutige imposante Gestalt. König August, wegen seiner ungewöhnlichen Körperkraft bekanntlich „der Starke“ genannt, war nicht nur leidenschaftlicher Jäger, sondern auch Pferdeliebhaber. Dies veranlasste ihn einerseits zum Bau großartiger Jagdschlösser, wie Moritzburg oder Hubertusburg, andererseits zum Ausbau von Gestüten, wie in Graditz, wo gleich mehrere Vorwerke einbezogen worden sind. Matthäus Daniel Pöppelmann (1662–1736) erhielt am 4. März 1722 vom König den Auftrag, in Graditz ein neues Hauptgebäude zu errichten: „Wir sind gemeynet bei unserm Forwege Gratitz ein neu Gestüt anlegen und ein steinern Gebäude dazu nach beigefügtem Riß ausführen zu lassen, und befehlen hiermit, Du der Oberbaumeister wollest ... ohnverzüglich nach Gratitz Dich begeben, alles selbst in Augenschein nehmen, einen gewöhnlichen Bauanschlag darüber verfertigen ... und Alles so veranstalten, das ehestens der Bau wirklich angefangen und womöglich in diesem Jahre zur perfection gebracht werde ...“. Nach einem geradezu gigantischen Plan sollten sechs Güter in der Elbaue bei Graditz, unweit von Torgau, umgebaut und durch 19 schnurgerade, sternförmig angelegte Alleen miteinander verbunden werden. Der Pöppelmann-Biograph Hermann Heckmann bezeichnete die Anlage von Graditz als „echt barockes Vorhaben“, das auf die natürlichen Gegebenheiten der Landschaft keinerlei Rücksicht nahm und stufte es als „reine Reißbrettplanung“ ein, die in das Gebiet der „kuriosa“ gehört. Neben der Hauptallee, die von der Mittelachse des Schlosses ausgehend auf Torgau gerichtet ist, wurden nur zwei weitere Schneisen ausgeführt. Später scheint der König das Interesse am gesamten Projekt verloren zu haben, sodass die Anlage unvollendet blieb. Pöppelmann, der zusammen mit dem Bildhauer Baltasar Permoser, zu den herausragendsten Künstlerpersönlichkeiten am Dresdner Hof gehörte, erwies sich auch in Graditz als der rechte Baumeister, um den Intentionen seines feudalabsolutistischen Auftraggebers glanzvollen baukünstlerischen Ausdruck zu verleihen. Der U-förmig angelegte Gestütskomplex wird an der Seite zum Park durch das Herrenhaus begrenzt, in dem einst der königliche Stallmeister wohnte. Im zweigeschossigen Mittelteil führt eine Durchfahrt vom Gestütshof in den Park. Seitlich schließen sich flachere Flügelbauten an. Eine zeittypische zweiarmige Freitreppe an der Gartenfront, die in den Festsaal des Obergeschosses führte, wurde schon 1789 in das Innere verlegt und durch den noch heute erhaltenen Altan ersetzt. Während der Instandsetzungsarbeiten am Ende der 1970er Jahre rekonstruierte man nach dem Entwurf von Gerhard Glaser aus Dresden die ursprüngliche illusionistische Fassadenbemalung, die sich in Farbigkeit und Geometrie als bestimmend für die architektonische Wirkung des Putzbaues erweist. Im fünfachsigen Festsaal konnten Restauratoren des Dresdner Instituts für Denkmalpflege im Jahre 1985 unter alten Anstrichen eine interessante, um 1790 entstandene Wandausmalung nachweisen, die eine für diese Zeit in bürgerlichen und fürstlichen Festräumen beliebte allegorische Dekoration nach antikem Vorbild zeigt. Von den Bauten des Gestütshofes stammt lediglich das schlossartige Hauptgebäude aus den Zeiten Pöppelmanns. Die seitlichen niedrigen Ställe in rotem Klinkermauerwerk, welche den Hof flankieren, wurden 1900 anstelle der alten, schlichten Stallgebäude der „Stuttery“ erbaut. Das stattliche Reithaus mit Wagenschuppen und doppelt großem Hafervorratsboden – als Pendant zum Herrenhaus – entstand dagegen schon 1800. Aus der Zeit zwischen 1780 und 1790, da der Dresdner Landbauschreiber Wilhelm Traugott Verlohren einige, zumeist einfachere Werke in Graditz ausführte, mag das schöne achteckige, zweigeschossige Teepavillon mit zweiarmigem Treppenaufgang stammen. In den Jahren von 1983 bis 1985 vorbildlich restauriert, ist er heute zum Maßstab aller denkmalpflegerischen Arbeiten in Graditz geworden. Seit über 300 Jahre werden im Gestüt Graditz englische Vollblüter gezüchtet, deren Anspruch ist, zeitschnell und schlangengewandt zu sein. So jedenfalls ist das Gestütszeichen mit den zwei sich kreuzenden Pfeilen zu deuten, die von einer Schlange umwunden werden.